# Walter Zimmermann (Maler)
Walter Zimmermann (* 8. März 1920 in Elberfeld; † 2. April 2002 in Möhrendorf) war ein deutscher Maler, Graphiker und Kunstpädagoge.

## Leben
Walter Zimmermann wurde am 8. März 1920 als drittes von zehn Kindern in Elberfeld (Stadtteil des heutigen Wuppertal) geboren. Nach der mittleren Reife absolvierte er eine Lehre als Werbegraphiker. 1940 folgte die Verpflichtung zum Reichsarbeitsdienst und anschließend die Einberufung zum Kriegsdienst. Er wurde zuerst in Frankreich, dann in Russland und schließlich in Italien eingesetzt. Während eines Fronturlaubes im Januar 1943 heiratete er. Zimmermann kam 1945 in amerikanische Kriegsgefangenschaft, geriet aufgrund einer Namensverwechslung aber zunächst in das Kriegsverbrecherlager Dachau. Er wurde 1946 entlassen. Nach dem Tod seiner Ehefrau im Februar 1947 ging er zur Fortsetzung seiner Ausbildung in den Westen.

Walter Zimmermann, "Februar", 1961, Öl auf Leinwand

1948 wurde er von Karl Caspar in dessen Kunstklasse in Brannenburg aufgenommen und heiratete 1949 seine Studienkollegin Erika Pfeifer. Der gemeinsame Sohn wurde geboren. 1952 wurde Zimmermann Meisterschüler bei Franz Nagel. Man wurde nun auf ihn aufmerksam: 1953 erhielt er ein Stipendium der Prinzregent-Luitpold-Stiftung und die Städtische Galerie im Lenbachhaus erwarb von ihm ein erstes Aquarell.
Mit Beendigung der kunstakademischen Phase 1955 zog die Familie nach Erlangen. Im Folgejahr wurde Walter Zimmermann im Ring bergischer Künstler (rbk) aufgenommen. Er fand neue Anregungen durch mehrere Künstlerreisen nach Südfrankreich und Italien: Es begann nun eine Phase reicher künstlerischer Tätigkeit. Entscheidend für ihn wurde dabei das Jahr 1957, in dem er sich in intensiver Atelierarbeit zur rein abstrakten Malerei weiterentwickelte. Davon ausgehend konfrontierte er 1959 zusammen mit den Künstlerkollegen Gerhard Baumgärtel, Oskar Koller, Herbert Martius und Helmut Lederer die Stadt Erlangen mit moderner Kunst. Er avancierte damit zu einem der entscheidenden Impulsgeber der kulturellen Wiederbesinnung und künstlerischen Neuausrichtung in der mittelfränkischen Universitätsstadt.
Ab dem Jahr 1960 begann seine kunstpädagogische Tätigkeit am Marie-Therese-Gymnasium in Erlangen. Was zunächst als Nebentätigkeit gedacht war, wurde 1966, nachdem er eine schwere gesundheitliche Krise als Spätfolge seiner Nachkriegssituation überstanden hatte, zum Vollzeitengagement. Bis zu seiner Pensionierung 1981 dominierte die pädagogische Arbeit, in der er anlässlich der Leitung des Kunstleistungskurses neue Kriterien zur Beurteilung der künstlerischen Arbeit definierte.
Erst danach begann eine neue Schaffensphase: Er unternahm mit seiner Ehefrau und Künstlerkollegin Erika Zimmermann zahlreiche Künstlerreisen in das europäische Ausland im Wechsel mit der Arbeit im Atelier zu Hause. Die Ergebnisse wurden nicht nur in großen Ausstellungen, sondern auch in jährlichen Werkstattpräsentationen im eigenen Haus gezeigt, zu denen 1986 Herbert Hechtel Klangobjekte („für Walter Zimmermann nach seinen Bildern“) komponierte und aufführte. 1989 wurde Walter Zimmermann mit dem Kulturpreis der Stadt Erlangen ausgezeichnet. Er starb am 2. April 2002 nach kurzer Krankheit.

## Künstlerische Ausrichtung
Farbe ist die wesentliche Substanz und das Mittel von Walter Zimmermanns künstlerischer Tätigkeit: Gemeint ist sowohl ihr Eigenwert als auch das Verhältnis der Farben zueinander, schließlich die Interaktion zwischen Farbigkeit und Raum. Ziel ist, auf dieser Basis eine besondere Art der Beziehung zu den Betrachtern herzustellen, letztlich diese in der Dimension der Farbigkeit anzusprechen. Um dies möglichst kompromisslos umzusetzen, befreite sich Zimmermann Schritt für Schritt von den Konventionen der gegenständlichen Malerei. Farben sollten nicht abbilden, sondern wurden als Farbe nach graphischem Maßstab organisiert. Dazu gehörte für Zimmermann auch, den Pinsel als das traditionelle Gerät der Malerei beiseitezulegen und sich darüber hinaus neben der Leinwand mit alternativen Orten der Farbigkeit (etwa Betonwände) auseinanderzusetzen.
Insbesondere die Möglichkeiten des Anfang der 60er Jahre für die künstlerische Betätigung wieder entdeckten Siebdruckverfahrens und die damit verbundene Disziplin der Farbkomposition wurden so radikal wie möglich ausgelotet. Ab 1969 entstanden seine Bilder bevorzugt mit der Rakel. Die Titel der jeweiligen Werke wurden üblicherweise erst mit ihrer Fertigstellung in der Diskussion der Eheleute Zimmermann formuliert. Walter Zimmermann arbeitete sowohl auf Reisen als Zeichner oder Aquarellist als auch im Atelier mit den Möglichkeiten der Ölmalerei oder in Handdruckverfahren. Seine Werke sind in städtischen Sammlungen etwa von München, Jena, Schweinfurt und Erlangen sowie im v.d.Heydt-Museum Wuppertal zu finden. Er hinterließ ein Œuvre, das unterschiedliche malerische Techniken, Drucktechniken, Aquarelle, Zeichnungen, mehrere Bildwände und auch ein Glasfenster umfasst.

Walter Zimmermanns letzte künstlerische Äußerung, "ohne titel", 2002, Filzstift auf Papier

## Kunstwissenschaftliche Einordnung
Walter Zimmermanns künstlerische Ausbildung und sein Wirken als radikal modern ausgerichteter Maler im mittelfränkischen Erlangen ist durch die bundesrepublikanische Nachkriegssituation bestimmt. Als Schüler von Karl Caspar vertrat er eine Haltung des Wiederanknüpfens an den Geist der Moderne nach der nationalsozialistischen Barbarei. In der nach Intellektualität und kultureller Wiederbesinnung suchenden Universitätsstadt Erlangen verbindet sich die Freiheitsoption seines künstlerischen Wirkens mit der Sehnsucht, der kulturellen Verarmung der Wirtschaftswunderzeit zu begegnen. Zimmermann ist in seiner Ausrichtung wesentlich puristischer eingestellt als seine Künstlerkollegen und wirkt insofern polarisierend. Mit den Möglichkeiten der Abstraktion nicht nur Wirkung zu entfachen, sondern auch Bedeutung zu erzeugen, führt zur Frage des interpretativen Umgangs mit der Kunst Walter Zimmermanns. Das Meinen und Vermeinen kann hier nicht, wie gewohnt, auf eine gegenständliche Ebene bezogen werden, sondern führt in eine spekulative Bedeutungsebene der Farben und Formen. Zimmermanns Bilder können als Hingabe an diese gelten und in dieser Dimension als eine besondere Art der Niederlegung persönlicher Einsichten, Auseinandersetzungen und Stellungnahmen. Ungeachtet der Frage der Deutung bleibt eine kompromisslos der Farbigkeit gewidmete Malerei:

„Walter Zimmermanns eigenständige Leistung besteht … darin, dass er der konstruktiven Abstraktion eine neue Unmittelbarkeit der Malerei gewonnen hat. Der monumentale Bildaufbau wird nicht eliminiert, sondern als bewegliche Ordnung neu definiert. Die Farbe wird nicht mehr entmaterialisiert, sondern darf ihren materiellen Charakter entfalten. Sie ist nicht mehr auf ihre symbolische Bedeutung reduziert, sondern wird psychisches Ereignis, kein Mittel der Gestaltung, sondern die Gestalt des Bildes selbst: 'Abenteuer Farbe'.“

## Auszeichnungen
- 1953 Stipendiat der Prinzregent-Luitpold-Stiftung
- 1989 Kulturpreis der Stadt Erlangen

## Einzel- und Gruppenausstellungen (Auswahl)
- 1952 München, Lenbach-Haus: Meisterschüler der Akademie
- 1952 Tivoli
- 1955 Collegium-Alexandrinum, Erlangen
- 1956 Universahaus, Nürnberg
- 1959 Orangerie, Erlangen
- 1962 Orangerie, Erlangen Siemens
- 1964 Orangerie, Erlangen
- 1965 Stadtmuseum Erlangen
- 1967 Kaufhaus Merkur, Erlangen
- 1968 Orangerie, Erlangen
- ab 1985 jährlich Werkstatt-Ausstellung
- 1988 Orangerie, Erlangen
- 1989 Schloss Mochental, Ausstellung der Caspar-Schüler
- 1990 Colegio Alemán de Valencia und Stadthalle Erlangen
- 1993 Stutterheimsches Palais, Erlangen
- 1994 Galerie Mladá Fronta, Budweis
- 1999 Von Loewenichsches Palais, Erlangen
- 2005 Postum, Kunstmuseum Erlangen e.V. im Von Loewenichschen Palais, Erlangen

## Ausstellungsbeteiligungen (Auswahl)
- 1957 rbk: Gießen, Wuppertal, Wesel, Solingen
- 1958 Mathildenhöhe Darmstadt, Warschau, Krakau, Leverkusen
- 1962 Fränkische Kunstausstellung, Nürnberg
- 1966 rbk: Wetzlar
- 1987 rbk: Wuppertal
- 1988 rbk: Wuppertal, Buxtehude
- 1989 Kunstverein Erlangen (KVE)-Ausstellungen in Ansbach und Jena
- 1990 rbk: Wuppertal
- 1993 Schloss Weißenstein (Pommersfelden)
- 1994 Haus der Kunst, München